# غوردون ويلد
غوردون ويلد (بالإنجليزية: Gordon Wylde)‏ هو لاعب كرة قدم بريطاني في مركز الوسط، ولد في 12 نوفمبر 1964 في غلاسكو في المملكة المتحدة. لعب مع كوين أوف ساوث ونادي ستيرلينغشير الشرقية ونادي كلايد ونادي كيلمارنوك.

## وصلات خارجية
- غوردون ويلد على موقع IMDb (الإنجليزية)